# ۱۱۷۲ (قمری)
۱۱۷۲ (قمری)، هزار و صد و هفتاد و دومین سال در گاهشماری هجری قمری است. اول محرم این سال برابر با چهارم سپتامبر سال ۱۷۵۸ میلادی است.